# Der Astronaut (Film)
Der Astronaut (Originaltitel: Project Hail Mary) ist ein Science-Fiction-Film von Phil Lord und Chris Miller. Der Film mit Ryan Gosling und Sandra Hüller in den Hauptrollen basiert auf dem gleichnamigen Roman von Andy Weir und soll im März 2026 in die US-amerikanischen und deutschen Kinos kommen.

## Handlung
Ryland Grace erwacht ohne Erinnerung auf einem Raumschiff, Lichtjahre von der Erde entfernt im Tau-Ceti-System. Die Mission des Molekularbiologen und passionierten Mittelschullehrers ist es, eine mysteriöse Substanz zu entschlüsseln, die die Sonne und andere Sterne erlöschen lässt und damit das Leben auf der Erde bedroht. Graces Erinnerung kehrt langsam zurück. Die ESA-Mitarbeiterin Eva Stratt koordiniert die Rettungsaktion mit der Bezeichnung Project Hail Mary von der Erde aus.

## Literarische Vorlage
„»Was ist zwei plus zwei?« Aus irgendeinem Grund ärgert mich die Frage. Ich bin müde. Beinahe schlafe ich wieder ein. Ein paar Minuten vergehen, dann höre ich sie wieder. »Was ist zwei plus zwei?« Der leisen Frauenstimme fehlt jedes Gefühl, und der Tonfall ist genau derselbe wie beim letzten Mal. Es ist ein Computer. Ein Computer, der mich nervt. Meine Verärgerung wächst.“

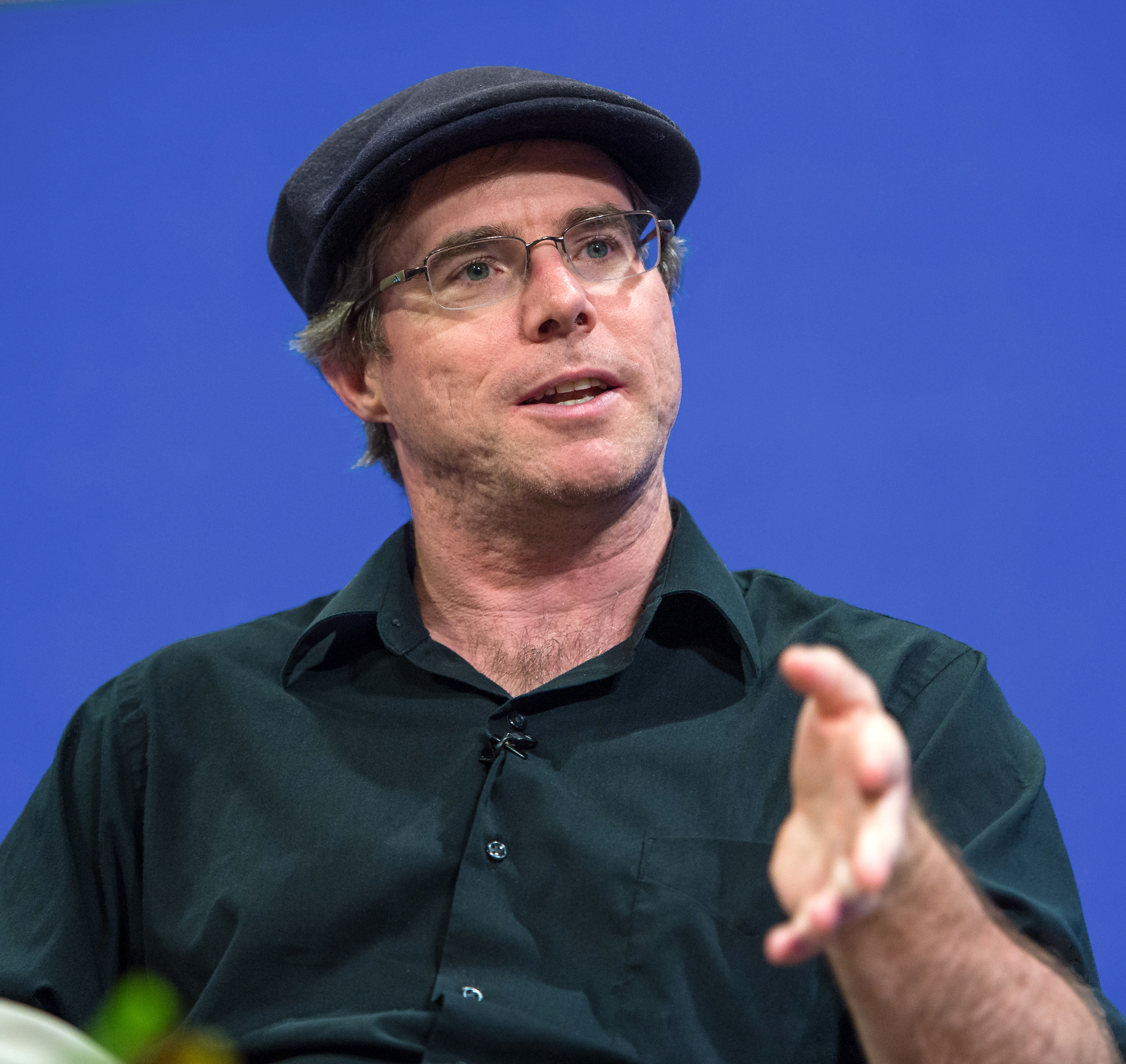
Andy Weir, der Autor von Der Astronaut

Der Film basiert auf dem Roman Der Astronaut von Andy Weir, der im Frühjahr 2021 unter dem Titel Project Hail Mary erschien. Er ist nach Der Marsianer und Artemis der dritte Science-Fiction-Roman des US-amerikanischen Schriftstellers. Im Mittelpunkt der Geschichte steht der Astronaut Ryland Grace, der auf einer interstellaren Mission zur Rettung der Menschheit unterwegs ist. Project Hail Mary stand insgesamt neun Wochen auf der Bestsellerliste der New York Times und erhielt zahlreiche Auszeichnungen.
Der Originaltitel Project Hail Mary bezieht sich auf den Begriff „Hail Mary“ aus dem American Football, der einen risikobehafteten Spielzug mit geringer Erfolgswahrscheinlichkeit gegen Ende des Spiels bezeichnet. Er verweist sinnbildlich auf die zentrale Handlung des Romans: eine verzweifelte Mission zur Rettung der Menschheit.

## Produktion

### Filmstab und Besetzung
Im Jahr 2020 sicherte sich Metro-Goldwyn-Mayer (MGM) die Rechte für die Verfilmung des Romans – mehr als ein Jahr vor dem offiziellen Erscheinungstermin des Buches. Im März 2020 berichtete Deadline, dass MGM einen siebenstelligen Betrag für die Rechte gezahlt habe. Das auf Weirs Roman basierende Drehbuch schrieb Drew Goddard. Er adaptierte bereits für Ridley Scotts Der Marsianer – Rettet Mark Watney Weirs Roman Der Marsianer.
Regie führten Phil Lord und Chris Miller. Lord und Miller inszenierten in der Vergangenheit gemeinsam die animierte Science-Fiction-Sitcom Clone High und Filme wie The LEGO Movie oder Spider-Man: A New Universe.
Ryan Gosling spielt in der Hauptrolle den Astronauten Ryland Grace. Er hatte bereits in Aufbruch zum Mond die Rolle des Astronauten Neil Armstrong übernommen. Die deutsche Schauspielerin Sandra Hüller ist in der Rolle von Rylands Vorgesetzter Eva Stratt zu sehen. Liz Kingsman spielt Shapiro und James Ortiz Rocky. Weiter auf der Besetzungsliste finden sich Milana Vayntrub, Lionel Boyce, Ken Leung, James Wright und Bastian Antonio Fuentes.

### Dreharbeiten, Szenenbild und Filmmusik
Die Dreharbeiten begannen Anfang Juni 2024 in London. Der australische Kameramann Greig Fraser ist vor allem für seine Arbeit an den Filmen Dune und Dune: Part Two bekannt.
Das Szenenbild gestaltete der für Doctor Strange BAFTA-nominierte und für Geppetto, der Spielzeugmacher Emmy-nominierte Charles Wood. Bekannt ist er auch für seine Arbeit an Guardians of the Galaxy und Avengers: Endgame.
Die Filmmusik komponiert der Brite Daniel Pemberton, zu dessen letzten Arbeiten Ferrari, Eddington, Deep Cover und Was ist Liebe wert – Materialists gehören. Pemberton ist auch für den von Lord und Miller produzierten Film Spider-Man: Beyond the Spider-Verse tätig.

### Marketing und Veröffentlichung
Der erste Trailer wurde Ende Juni 2025 vorgestellt. In Deutschland soll der Film am 19. März 2026 im Verleih von Sony Pictures Entertainment in die Kinos kommen. Am darauffolgenden Tag soll er unter dem Titel Project Hail Mary in die nordamerikanischen Kinos kommen und im Vereinigten Königreich starten. Der Film soll auch in IMAX-Kinos gezeigt werden.

## Rezeption
Der Debüt-Trailer zu Project Hail Mary verzeichnete in der ersten Woche weltweit rund 400 Millionen Aufrufe. Nach Angaben des Marktforschungsinstituts WaveMetrix handelt es sich dabei um die höchste jemals innerhalb einer Woche erreichte Aufrufzahl für den Trailer eines Originalfilms, also weder einer Fortsetzung noch einer Neuverfilmung. Zudem stellt der Clip den bislang erfolgreichsten Trailer-Start in der Geschichte von Amazon und MGM dar.

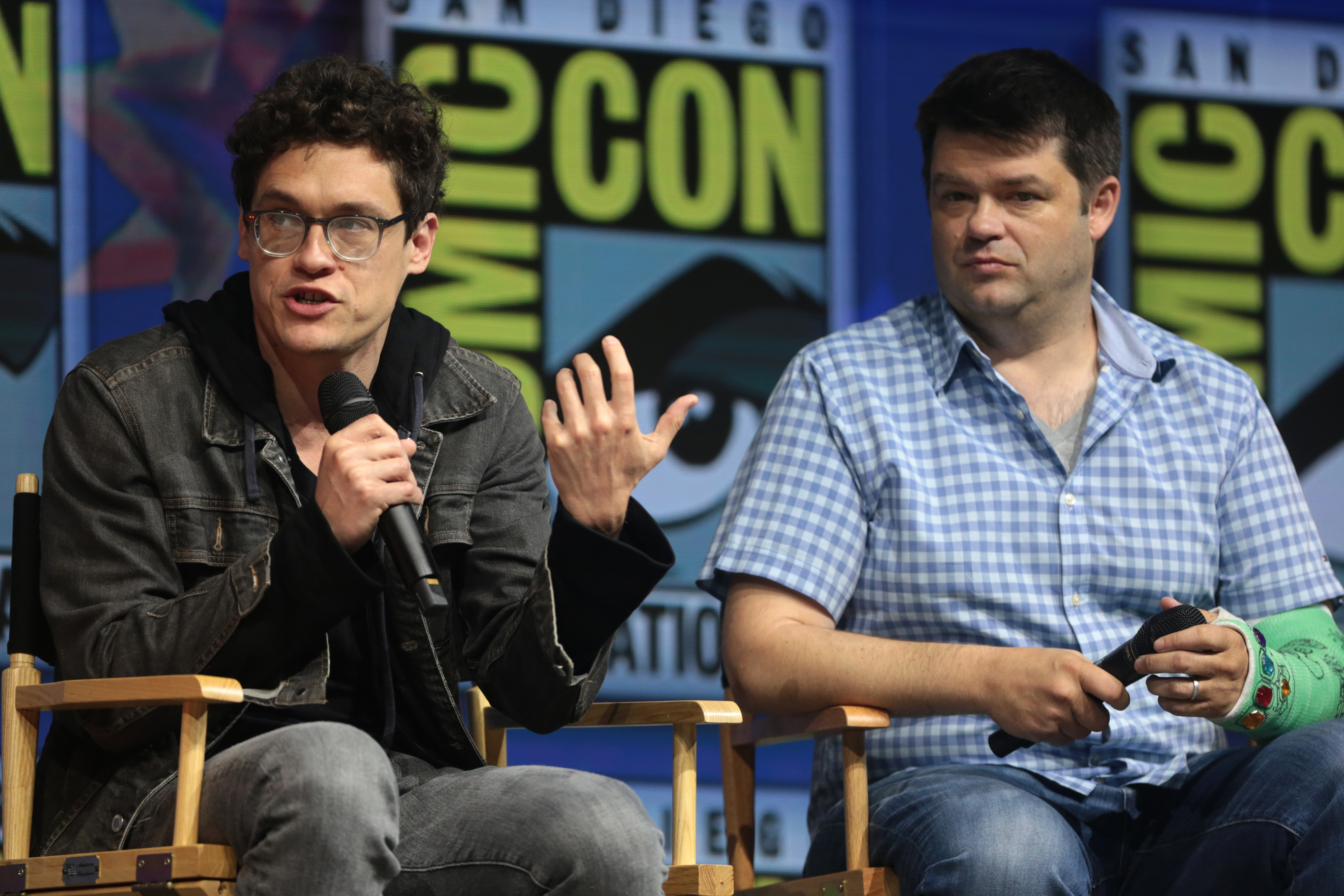
Die Regisseure Phil Lord und Chris Miller

Nach Veröffentlichung des Trailers äußerte sich Andy Weir, Autor der Romanvorlage und Mitproduzent des Films, überwiegend positiv. Er lobte, dass der Trailer viele Fragen aufwerfe und Neugier wecke, und fand die Auswahl des Songs Sign of the Times von Harry Styles passend. Kritisch merkte er an, dass aus seiner Sicht etwas zu viel vom Alien-Charakter „Rocky“ gezeigt werde. Weir war während der gesamten Dreharbeiten am Set und in kreative Entscheidungen eingebunden. Besonders angetan zeigte er sich vom Design des außerirdischen Schiffs, das er als „wunderschön“ bezeichnete. Das Design der Hail Mary – für den Film räumlich vergrößert –, der gezielte Farbeinsatz der Regisseure Lord und Miller sowie die Kameraarbeit von Greig Fraser hinterließen bei ihm ebenfalls einen positiven Eindruck. Das Schauspiel von Ryan Gosling als Ryland Grace lobte Weir ausdrücklich, insbesondere dessen Gespür für Komik und Timing sowie dessen Engagement bei der Rollenentwicklung. Insgesamt zeigte er sich sehr zufrieden mit den ihm bekannten Schnittfassungen des Films.